# 重复单元
重复单元（repeat unit，repeating unit， mer）是指聚合物中能够通过重复连接形成完整聚合物链（不包括端基）的结构单元。类似于项链上的珠子，这些单元沿着聚合物主链依次相连，从而构成整个聚合物链。
在高分子化学中，重复单元有时也称为mer 或 mer unit。“Mer”一词源自希腊语“meros”，意为“部分”。“聚合物”（polymer）一词的含义由此而来，意为“多个重复单元”。值得注意的是，重复单元不同于单体（monomer），重复单元是聚合物链中的重复单元，而单体则是指在聚合反应前能够独立存在的分子，或在聚合物降解后重新形成的独立分子。

## 概述
最简单的重复单元之一是聚氯乙烯的重复单元，其化学结构为 -[CH₂-CHCl]n-，其中的重复单元为 -[CH₂-CHCl]-。在该例子中，重复单元的组成原子与单体氯乙烯（CH₂=CHCl）相同。聚合过程中，单体的C=C雙鍵断裂，形成C-C單鍵，并通过两个新形成的键连接相邻的重复单元。
在缩聚物中，重复单元通常含有比其组成单体更少的原子。这是因为缩合聚合过程中会伴随小分子（如水、甲醇等）的脱除。
下标“n”表示聚合度，即连接在一起的重复单元的数量。重复单元的分子量（MR）等于该单元内所有原子的原子量总和。聚合物链的摩尔质量则等于 nMR的乘积。除了单分散聚合物外，一般聚合物通常具有分子量分布，这是由于聚合物链长度不同所导致的。
在共聚物中，聚合物链中可能包含两种或多种不同类型的重复单元，并可按照交替排列、随机排列或其他更复杂的方式分布。

## 其他乙烯基聚合物
聚乙烯的重复单元可以表示为-[CH₂-CH₂]n-或 -[CH₂]n-。化学家通常采用-[CH₂-CH₂]-作为重复单元，因为聚乙烯由乙烯单体（CH₂=CH₂）聚合而成。
在乙烯基聚合物中，如果乙烯重复单元（-CH₂-CH₂-）中的一个氢被较大的基团R取代，则会形成更复杂的重复单元。聚丙烯的化学结构为-[CH₂-CH(CH₃)]n-，其重复单元为 -[CH₂-CH(CH₃)]-，其中 R 基团为甲基（-CH₃）。聚苯乙烯主链中取代基R是苯基（C₆H₅），即苯环去掉一个氢后的基团。因此，其结构为-[CH₂-CH(C₆H₅)]n-，对应的重复单元为-[CH₂-CH(C₆H₅)]-。

## 缩聚物：重复单元和结构单元
在许多缩聚物中，重复单元通常包含两个结构单元，分别对应于两个共聚单体。聚对苯二甲酸乙二酯的重复单元为−CO−C6H4−CO−O−CH2−CH2−O−，由对苯二甲酸（HOOC-C6H4-COOH）和乙二醇（HO-CH2-CH2-OH）的縮合反應生成。反应过程中，乙二醇的-OH基团与对苯二甲酸的-COOH基团反应，脱去水分子后形成酯键（-COO-），从而连接形成聚合物链。在该聚合物中，可识别出两个结构单元： -CO-C6H4-CO-和-O-CH2-CH2-O-。